# Leichtathletik-Länderkampf der Frauen 1969 Rumänien – BR Deutschland
| 9. Leichtathletik-Länderkampf mit bundesdeutscher Beteiligung 1969 | 9. Leichtathletik-Länderkampf mit bundesdeutscher Beteiligung 1969 |
| ------------------------------------------------------------------ | ------------------------------------------------------------------ |
|                                                                    |                                                                    |
| Ländervergleich der Frauen: Rumänien – BR Deutschland              |                                                                    |
| Austragungsort                                                     | Constanța                                                          |
| Wettbewerbe                                                        | 13                                                                 |
| Datum                                                              | 29. Juni                                                           |
| 1. FRG 2. ROU                                                      | 76 Punkte 59 Punkte                                                |
| Chronik                                                            |                                                                    |
| ← FRG_NLD 5kampf (F)                                               | SUI-FRG-FRA Geher (M) →                                            |

Im neunten Vergleich des Länderkampfjahres 1969 traten die Frauen gegen Rumänien an. Diese erste Begegnung der beiden Länder in einem Frauenländerkampf wurde am 29. Juni in Constanța ausgetragen.

## Wettbewerbe und Modus
Auf dem Programm standen die nun üblichen dreizehn Wettbewerbe, die das damalige olympische Frauenprogramm komplett abdeckten und darüber hinaus den 1500-Meter-Lauf und die 4-mal-400-Meter-Staffel beinhalteten. Anstelle des Hürdenlaufs über 80 Meter wurde der 100-Meter-Hürdenlauf ausgetragen.

## Ergebnis
Die rumänischen Sportlerinnen dominierten die Kategorie Sprung, indem sie beide Wettbewerbe mit Doppelerfolgen für sich entschieden. In allen anderen Bereichen lagen die bundesdeutschen Leichtathletinnen vorn. Sie gewannen bei einem Doppelerfolg vier Einzelläufe. Hier kam Rumänien auf zwei Siege ohne Doppelerfolg. Beide Staffeln gingen genauso wie die drei Disziplinen aus dem Bereich Wurf/Stoß an die Bundesrepublik Deutschland. So gelang den bundesdeutschen Frauen am Ende ein Länderkampfsieg mit 79 zu 59 Punkten.

## Resultate

### 100 m
| Platz | Athletin          | Land | Zeit (s) |
| ----- | ----------------- | ---- | -------- |
| 1     | Marianne Goth     | ROU  | 12,3     |
| 2     | Annegret Kroniger | FRG  | 12,3     |
| 3     | Bärbel Hähnle     | FRG  | 12,4     |
| 4     | Aura Petrescu     | ROU  | 12,5     |

### 200 m
| Platz | Athletin        | Land | Zeit (s) |
| ----- | --------------- | ---- | -------- |
| 1     | Christa Czekay  | FRG  | 24,3     |
| 2     | Rita Jahn       | FRG  | 24,7     |
| 3     | Marianne Goth   | ROU  | 25,0     |
| 4     | Sanda Angelescu | ROU  | 25,1     |

### 400 m
| Platz | Athletin       | Land | Zeit (s) |
| ----- | -------------- | ---- | -------- |
| 1     | Christel Frese | FRG  | 55,6     |
| 2     | Mariana Filip  | ROU  | 55,7     |
| 3     | Inge Eckhoff   | FRG  | 56,0     |
| 4     | Ana Jacob      | ROU  | 56,1     |

### 800 m

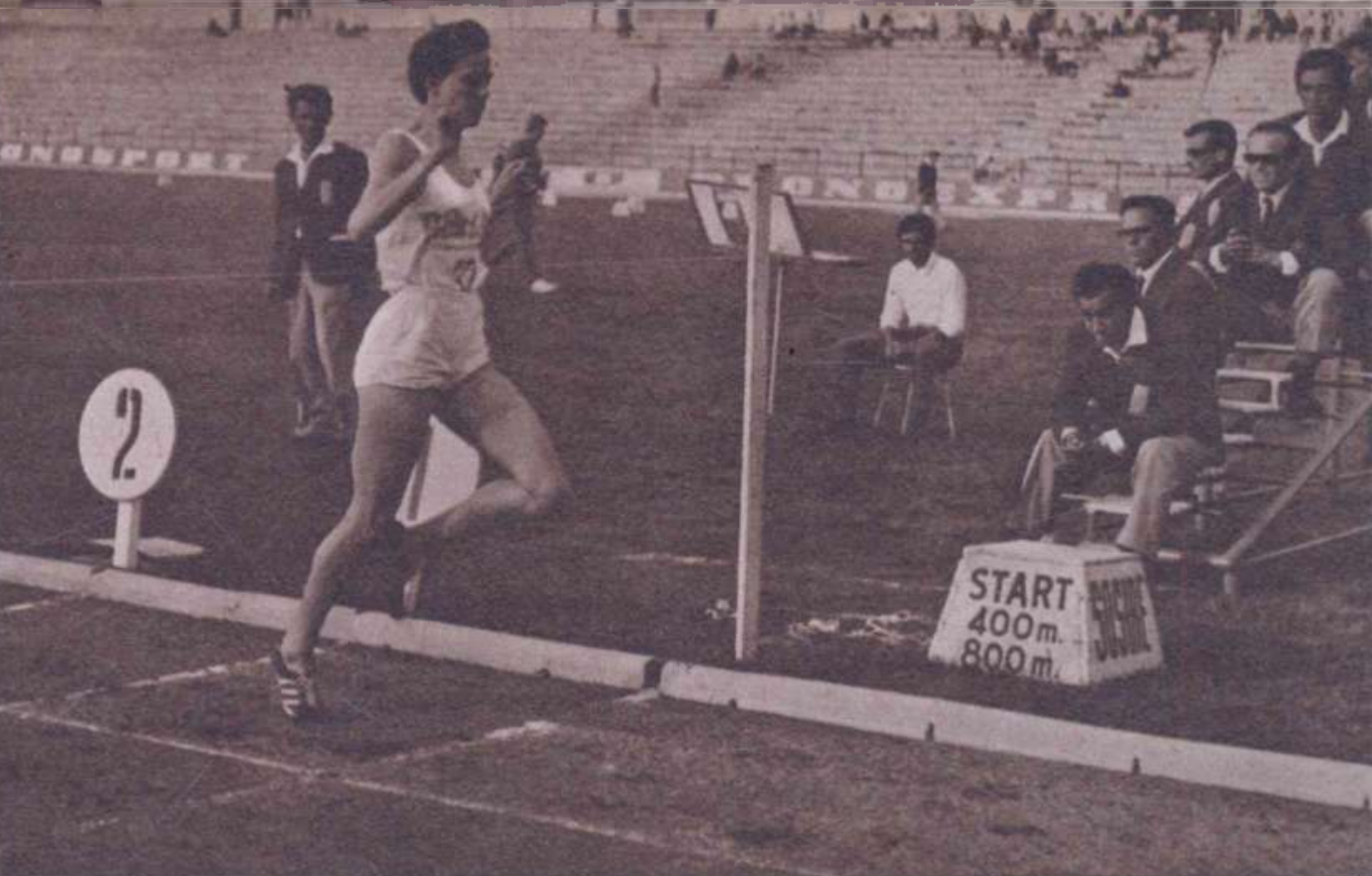
Ileana Silai

| Platz | Athletin                | Land | Zeit (min) |
| ----- | ----------------------- | ---- | ---------- |
| 1     | Ileana Silai            | ROU  | 2:04,0     |
| 2     | Anita Rottmüller-Wörner | FRG  | 2:07,1     |
| 3     | Maria Strickling        | FRG  | 2:08,8     |
| 4     | Viorica Gabor           | ROU  | 2:11,4     |

### 1500 m
| Platz | Athletin        | Land | Zeit (min) |
| ----- | --------------- | ---- | ---------- |
| 1     | Jutta von Haase | FRG  | 4:25,4     |
| 2     | Maria Linca     | ROU  | 4:27,4     |
| 3     | Ellen Tittel    | FRG  | 4:31,0     |
| 4     | Cecilia Berna   | ROU  | 4:54,8     |

### 100 m Hürden

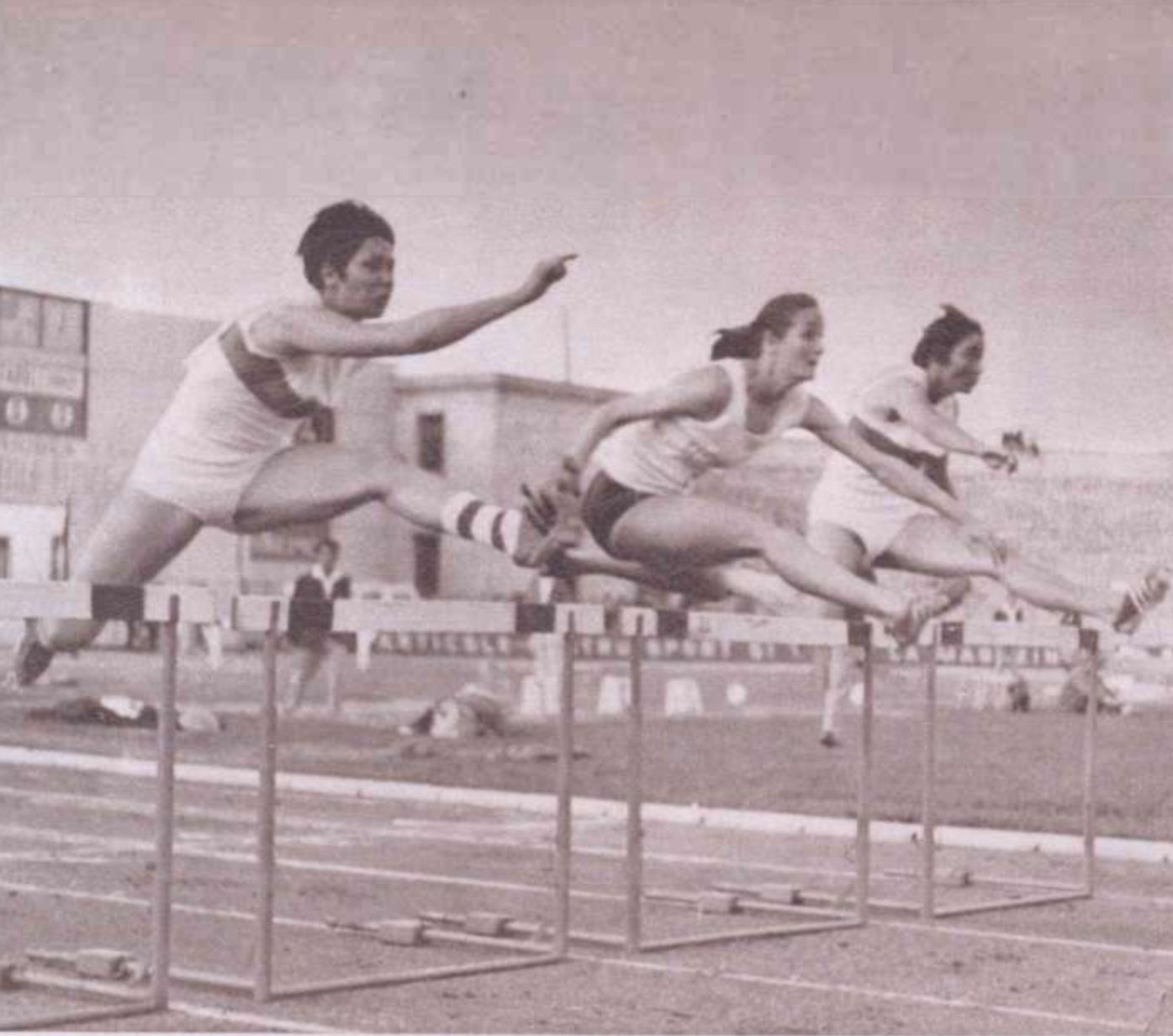
Rosendahl, Bufanu und Farthmann

| Platz | Athletin          | Land | Zeit (s) |
| ----- | ----------------- | ---- | -------- |
| 1     | Heide Rosendahl   | FRG  | 13,7     |
| 2     | Valeria Bufanu    | ROU  | 13,7     |
| 3     | Ursula Farthmann  | FRG  | 14,3     |
| 4     | Anemaria Vitalios | ROU  | 14,4     |

### 4 × 100 m Staffel
| Platz | Besetzung      | Land                                                       | Zeit (s) |
| ----- | -------------- | ---------------------------------------------------------- | -------- |
| 1     | BR Deutschland | Bärbel Hähnle Christa Czekay Rita Jahn Annegret Kroniger   | 46,2     |
| 2     | Rumänien       | Sanda Angelescu Aura Petrescu Valeria Bufanu Marianne Goth | 47,5     |

### 4 × 400 m Staffel
| Platz | Besetzung      | Land                                                        | Zeit (min) |
| ----- | -------------- | ----------------------------------------------------------- | ---------- |
| 1     | BR Deutschland | Christine Linz Antje Gleichfeld Birgit Hefti Christel Frese | 3:42,2     |
| 2     | Rumänien       | Viorica Gabor Zaharia Ana Jacob Mariana Filip               | 3:49,0     |

### Hochsprung

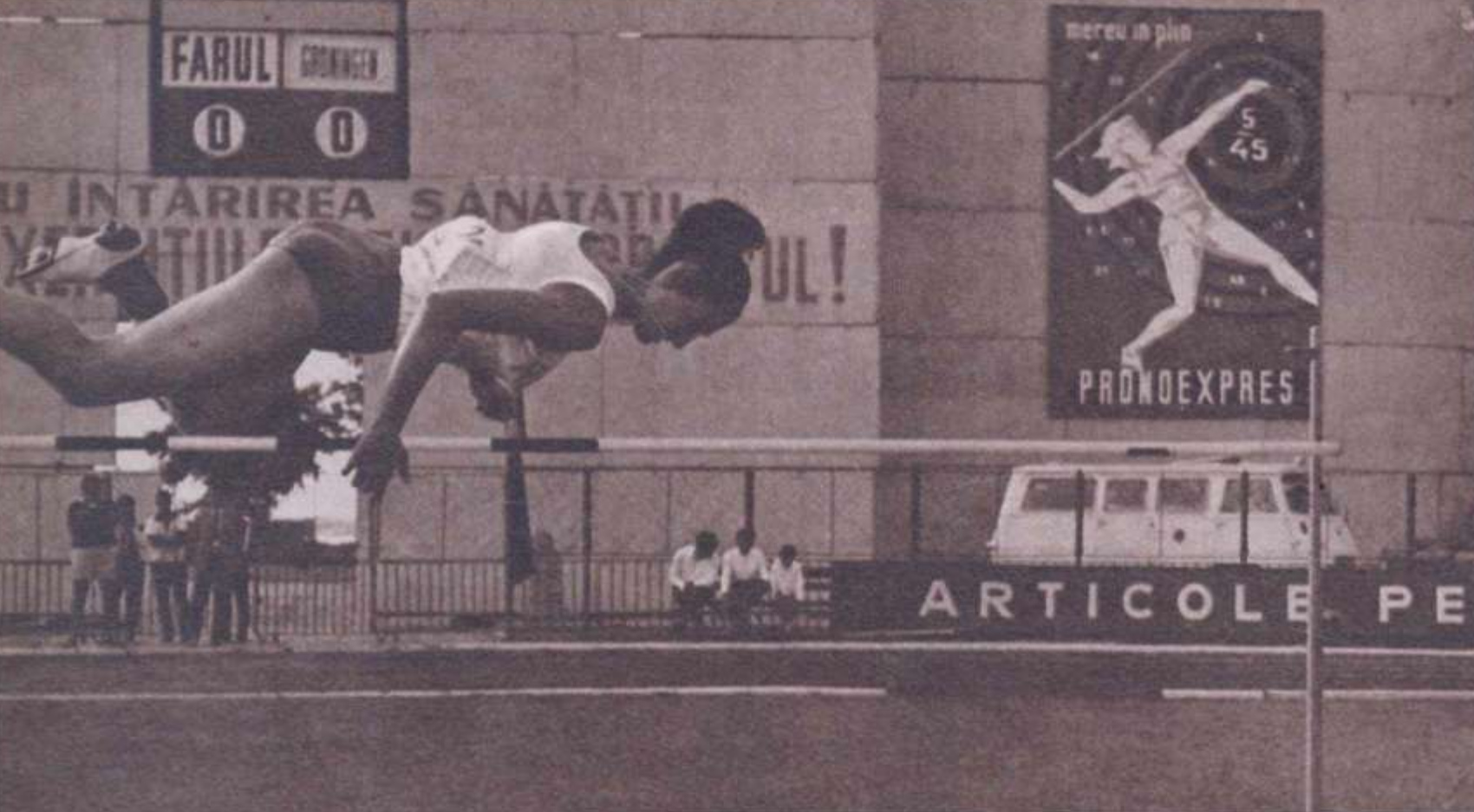
Virginia Bonci

| Platz | Athletin          | Land | Höhe (m) |
| ----- | ----------------- | ---- | -------- |
| 1     | Virginia Bonci    | ROU  | 1,71     |
| 2     | Marghiolita Matei | ROU  | 1,71     |
| 3     | Renate Gärtner    | FRG  | 1,68     |
| 4     | Helga Krieß       | FRG  | 1,65     |

### Weitsprung
| Platz | Athletin             | Land | Weite (m) |
| ----- | -------------------- | ---- | --------- |
| 1     | Viorica Viscopoleanu | ROU  | 6,15      |
| 2     | Elend Vintilă        | ROU  | 6,14      |
| 3     | Brigitte Krämer      | FRG  | 5,87      |
| 4     | Heide Rosendahl      | FRG  | 5,86      |

### Kugelstoßen

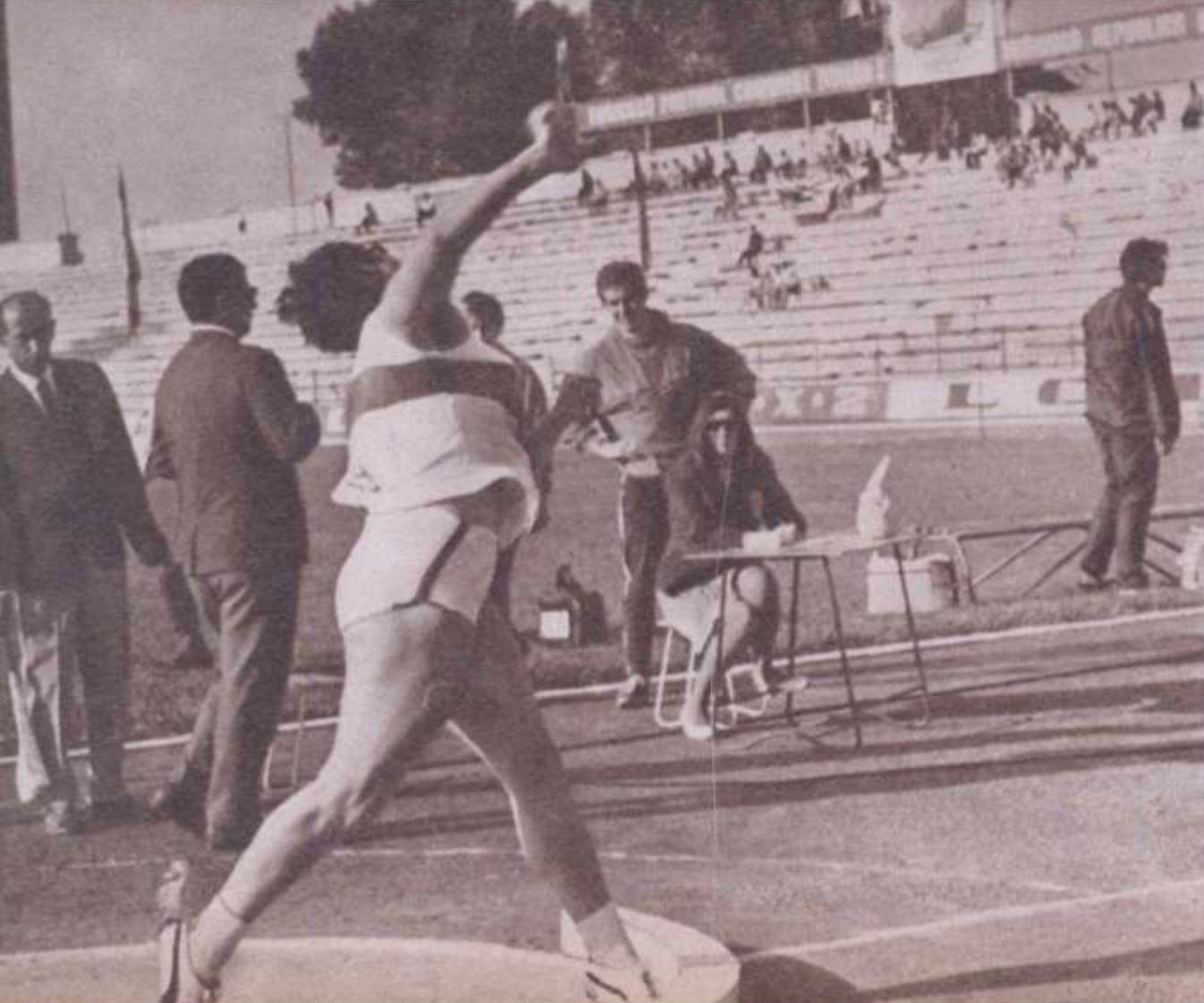
Marlene Fuchs

| Platz | Athletin        | Land | Weite (m) |
| ----- | --------------- | ---- | --------- |
| 1     | Marlene Fuchs   | FRG  | 16,08     |
| 2     | Ana Sălăgean    | ROU  | 15,72     |
| 3     | Gertrud Schäfer | FRG  | 15,01     |
| 4     | Lia Manoliu     | ROU  | 14,76     |

### Diskuswurf
| Platz | Athletin           | Land | Weite (m) |
| ----- | ------------------ | ---- | --------- |
| 1     | Liesel Westermann  | FRG  | 60,68     |
| 2     | Lia Manoliu        | ROU  | 57,84     |
| 3     | Brigitte Berendonk | FRG  | 54,92     |
| 4     | Olimpia Cataramă   | ROU  | 54,54     |

### Speerwurf
| Platz | Athletin           | Land | Weite (m) |
| ----- | ------------------ | ---- | --------- |
| 1     | Gisa Jeppener      | FRG  | 55,74     |
| 2     | Serafima Moritz    | ROU  | 52,84     |
| 3     | Anneliese Gerhards | FRG  | 49,48     |
| 4     | loana Sternen      | ROU  | 46,56     |